# HNLMS O 2
Le HNLMS O 2 ou Hr.Ms. O 2 est un sous-marin, navire de tête de la classe O 2 de la Koninklijke Marine.

## Histoire
Le HNLMS O 2 était destiné à être utilisé dans les eaux territoriales de l'Europe.
Le sous-marin a été commandé le 1er juin 1909. Le 11 octobre 1909, la quille du O 2 est posé à Flessingue au chantier naval de la Damen Schelde Naval Shipbuilding. Le lancement du O 2 a lieu le 30 janvier 1911.À A l'automne de cette année-là, des essais ont eu lieu et une profondeur de 40 mètres a été atteinte sans équipage à bord. Le 1er décembre de cette année-là, le O 2 est mis en service dans la marine néerlandaise. Pendant la Première Guerre mondiale, le navire était basé à Flessingue. Les Pays-Bas étant neutre, il ne prend pas part au conflit.
En quittant le port d'IJmuiden le 26 février 1919 à 21h15, le O 2 est entré en collision avec le bateau de pêche Dirk Sch 219, entré dans le port. Après la collision, les deux navires ont coulé. Le Sch 219 était remorqué par le remorqueur Gloria au moment de l'abordage. Après enquête, le capitaine du Gloria a été reconnu coupable de l'accident. La principale raison pour laquelle il a été reconnu coupable est que le Gloria ne portait que la lumière du haut. De plus, le capitaine aurait probablement pu éviter l'accident en déconnectant le Sch 219 et en continuant qu'avec le Gloria.

Le personnel du sous-marin s'est échappé du navire par l'écoutille du kiosque.
Les navires ont été récupérés et le O 2 a été réparé.
En 1930, le O 2 est mis hors service. Au début des années 1930, le navire a servi de navire-école.